# إعصار إيرما

إعصار إيرما بالأشعة تحت الحمراء يقترب من جزر ليوارد يوم 5 أيلول

إعصار إيرما هو إعصار استوائي قوي للغاية اجتاح جزر ليوارد وباربودا وسانت مارتن وبورتوريكو وسان بارتيلمي وكوبا وأنغويلا والأنتيل الفرنسية وجزر العذراء وباربادوس بالكاريبي وولاية فلوريدا جنوب شرق الولايات المتحدة. وهو الأقوى من ناحية الحد الأقصى للرياح المستدامة في المحيط الأطلسي وأكبرها منذ إعصار ويلما عام 2005. وهو تاسع عاصفة يتم تسميتها ورصدها، ورابع إعصار استوائي، وثاني إعصار كبير في موسم الأعاصير الأطلسي لعام 2017. في 5 سبتمبر، زادت سرعة إيرما وارتفعت لتصنيف الدرجة الخامسة بسرعة وصلت لذروة 295 كم/س والتي حافظ عليها لمدة 37 ساعة مستمرة، مما جعله أقوى إعصار استوائي عالمياً في 2017. تكوّن الإعصار يوم 30 أغسطس بالقرب من الرأس الأخضر من موجة استوائية انتقلت من ساحل غرب أفريقيا.

## تاريخ الرصد الجوي
بدأ مركز الأعاصير الوطني في الولايات المتحدة بمراقبة موجة استوائية فوق الساحل الغربي لأفريقيا يوم 26 أغسطس. غادرت الموجة ساحل القارة يوم 27 أغسطس. أصبحت الزخات المطرية والعواصف الرعدية في اليومين التاليين أكثر تنظيماً وتكتلت بصورة تدريجية لتشكل منطقة ضغط منخفض بمرورها عبر جزر الرأس الأخضر في 29 أغسطس، أدى انتظام الموجة في الساعات 24 القادمة إلى تصنيفها كعاصفة استوائية حملت اسم إيرما عند الساعة 15:00 بالتوقيت العالمي المنسق يوم 30 أغسطس بالرجوع إلى بيانات scatterometer وتقديرات الأقمار الصناعية.

## الاستعدادات

### بورتوريكو
أعلن حاكم بورتوريكو «ريكاردو روسيلو»، حالة الطواريء استعدادًا لهبوب «إيرما»، كما أقرّ ميزانية 15 مليون دولار لصندوق الطواريء، شاملة توفير ملاجيء لاستيعاب 62 ألف شخصاً.

### الولايات المتحدة
أعلن حاكم ولاية فلوريدا الأمريكية ريك سكوت، حالة الطوارئ في جميع مناطق الولاية البالغ عددها 67 مقاطعة، تخوفاً من اجتياح إعصار إيرما. ثم أصدرت الولاية أوامر إخلاء جبرية جماعية لسكان المناطق الساحلية في الولاية  ، حيث أصدرت سلطات ولاية فلوريدا أوامر بإجلاء أكثر من 6.3 مليون شخص من منازلهم وذلك خشية تعرضهم لأي مخاطر ناتجة عن الأعصار ".
وأعلن حاكم ولاية جورجيا حالة الطواريء وطلب من مواطني الولاية القاطنين على سواحلها إخلاء منازلهم في اقرب فرصة ممكنة خشية إعصار ايرما.

## الأضرار والخسائر

### أنتيغوا وباربودا
مرت المنطقة الواقعة مباشرةً إلى خارج عين الإعصار فوق جزيرة باربودا بالقرب من تسجيل الإعصار لذروته القياسية خلال ليلة 5-6 سبتمبر، قاس جهاز أنيمومتر محلي شدة لعصفة ريح بلغت 250 كم/ساعة (155 ميل/ساعة) قبل أن تعصفه الرياح. وقد تواردت عدة تقارير حول الأضرار المادية التي أصابت البنية التحتية مثل الأسطح التي أطاحتها الرياح بعد مضي فترة وجيزة، وبقي وضع الجزيرة غير واضح نسبياً بعد ساعات عدة من مرور الإعصار، وذلك نتيجةً لانقطاع خطوط الهاتف مما أعاق التواصل مع الجزر القريبة. عاينَ رئيس وزراء البلاد غاستون براون المنطقة بالمروحية، مظهرةً الجزيرة بعدما أصبحت غير صالحة للسكن عملياً. فقد ألحقت إيرما أضراراً وتدميراً بنسبة قُدرت بنحو 95% من البنية التحتية للجزيرة من مدارس وفنادق ومنازل ومستشفيات. فقد سويت بعض المباني السكنية في الأرض بينما غرقت مبانٍ أخرى. أدى الدمار إلى إيقاف عمل المطار الوحيد ومعظم البنية التحتية من خدمات الاتصالات والمياه على الجزيرة ما عرقل جهود الإغاثة. تشير التقديرات إلى بلوغ قيمة الخسائر إلى 130 مليون دولار في باربودا، فضلاً عن مقتل ثلاثة أشخاص.
| الإقليم                                  | الضحايا | الأضرار ( بالدولار الأمريكي عام 2017) | المراجع                     |
| ---------------------------------------- | ------- | ------------------------------------- | --------------------------- |
| أنغويلا (المملكة المتحدة)                | 1       | $290 مليون                            | [ 30 ] [ 31 ]               |
| باربادوس                                 | 1       | —                                     | [ 31 ]                      |
| باربودا (أنتيغوا وباربودا)               | 3       | ≈ $130 مليون                          | [ 27 ] [ 28 ] [ 31 ] [ 32 ] |
| جزر العذراء البريطانية (المملكة المتحدة) | 4       | $3.47 مليار                           | [ 32 ] [ 33 ]               |
| كوبا                                     | 10      | $513 مليون                            | [ 34 ]                      |
| هايتي                                    | 1       | —                                     | [ 35 ]                      |
| بورتوريكو (الولايات المتحدة)             | 3       | $1 مليار                              | [ 31 ] [ 36 ]               |
| سانت كيتس ونيفيس                         | 0       | $19.7 مليون                           | [ 37 ]                      |
| سان مارتين وسان بارتيلمي (فرنسا)         | 11      | > $4.07 مليار                         | [ 38 ]                      |
| سينت مارتن (هولندا)                      | 4       | $2.5 مليار                            | [ 36 ]                      |
| جزر توركس وكايكوس (المملكة المتحدة)      | 0       | > $500 مليون                          | [ 39 ]                      |
| الولايات المتحدة                         | 102     | ≥ $50 مليار                           | [ 40 ] [ 41 ] [ 42 ] [ 43 ] |
| جزر العذراء الأمريكية                    | 4       | $2.4 مليار                            | [ 31 ]                      |
| غير معروف                                | 2       | —                                     | [ 29 ] [ 33 ]               |
| المجموع:                                 | 146     | ≥ $64.2 مليار                         |                             |

## مساعدات خارجية

### الإمارات
قدمت الإمارات مساعدات وفرها أعضاء المدينة العالمية للخدمات الإنسانية وبرنامج الأغذية العالمي ومؤسسة خدمات الإغاثة الكاثوليكية ومنظمة كير في تحرك من شأنه الاستعداد لمواجهة آثار إعصار إرما الذي ضرب مناطق من جمهورية الدومينيكان وبورتو ريكو وهايتي وكوبا. ونقلت الطائرة أكثر من 90 طنا متريا من مواد أساسية للإغاثة.

## عوامل بيئية

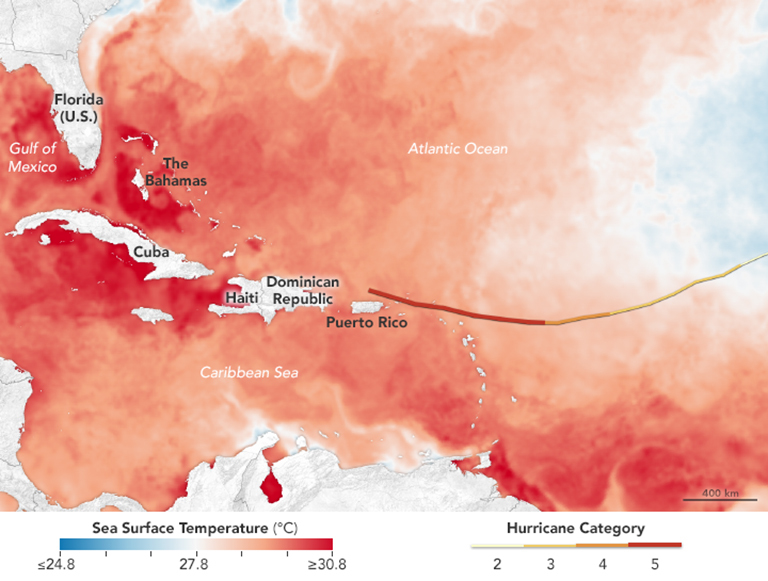
درجات حرارة سطح البحر في المحيط الأطلسي والبحر الكاريبي وخليج المكسيك يوم 5 سبتمبر 2017.

### التغير المناخي
يشير العلماء إلى الدور الذي يلعبه الاحتباس الحراري في تدفئة مياه المحيطات وفي جعل هواء الأمطار أكثر رطوبة وما نتج عنه من تسجيل أقوى الأعاصير في السنوات الأخيرة ومنها إيرما. كما يجري الإشارة إلى ارتفاع منسوب البحار الإضافي الناتج عن ذوبان الصفائح الجليدية في القطبين والذي يؤدي إلى زيادة شدة العواصف. تظهر بيانات جمعتها ناسا ارتفاعاً بدرجات حرارة سطح المحيط الأطلسي فوق 30 درجة مئوية (86 درجة فهرنهايت) في المسار الذي يسلكه إعصار إيرما، وهي درجة حرارة قادرة على تعزيز إعصار من الفئة الخامسة.

## ردود أفعال
إيران: أعرب المتحدث باسم وزارة الخارجية الإيرانية عن أسفه جراء الأضرار التي خلفتها الفيضانات في أنحاء من الولايات المتحدة حيث خلفت عشرات القتلى والمفقودين؛ وعبّر عن تعاطفه مع المتضررين وعوائل الضحايا.

## وصلات خارجية
- الأرشيف التوجيهي لإعصار إيرما - مركز الإعصارات الوطني (NHC) (بالإنجليزية)
- إعصار إيرما من محطة الفضاء الدولية على يوتيوب (بالإنجليزية)